# Список керівників держав 1790 року
Список керівників держав 1790 року — це перелік правителів країн світу 1790 року.
Список керівників держав 1789 року — 1790 рік — Список керівників держав 1791 року — Список керівників держав за роками

## Європа
- Король Великої Британії Георг III (1760—1820)
  - прем'єр-міністр — Вільям Пітт (молодший) (1783—1801)
- Балканський півострів
  - Князь-єпископство Чорногорія — Петро I Петрович-Негош (1782—1830)
- Балтія
  - Герцогство Курляндії і Семигалії — Петер фон Бірон (1769—1795)
- Італія
  - Венеційська республіка — дож Людовіко Манін (1789—1797)
  - Герцогство Масси і Каррари — Марія Тереза Чібо-Маласпіна (1731—1790); Марія Беатріче д'Есте (1790—1797)
  - Герцогство Модени і Реджо — Ерколе III д'Есте (1780—1796)
  - Герцогство Парми та П'яченци — Фердинанд I (1765—1802)
  - Неаполітанське королівство — Фердинанд IV (1759—1799)
  - Сардинське королівство — Віктор Амадей III (1773—1796)
  - Сицилійське королівство — Фердинанд I (1759—1806)
  - Сорське герцогство — Антоніо II Бонкомпаньї Людовізі (1777—1796)
  - Велике герцогство Тосканське — Леопольдо І (1765—1790); Фердинандо III (1790—1801)
  - Трентське князівство-єпископство — П'єтро Віджиліо Тун (1776—1800)
- Кавказ
  - Абхазьке князівство — Келеш Ахмед-бей (1780—1808)
  - Аварське ханство — Умма-хан V (1774—1801)
  - Газікумухське ханство — Сурхай-хан II (1789—1813)
  - Кабарда — Атажуко Хамурзін (1788—1806)
  - Картлі-Кахетинське царство — Іраклій II (1762—1798)
  - Гурійське князівство — Симон II Гурієлі (1780—1792)
  - Мегрельське князівство — Григол Дадіані (1788—1791)
  - Ширванське ханство — Гасим-хан (1789—1792)
- Німеччина
  - Австрійське ерцгерцогство — Йосиф II (1780—1790); Леопольд II (1790—1792)
  - Ангальтське князівство: Ангальт-Цербст — Фрідріх Август Ангальт-Цербстський (1747—1793); Ангальт-Дессау — Леопольд ІІІ Фрідріх Франц (1751—1807); Ангальт-Кетен — Ангальт-Бернбург — Фрідріх Альберт Ангальт-Бернбурзький (1765—1796)
  - Ансбаське князівство — Карл Александр (1757—1791)
  - Баварське герцогство — Карл Теодор (1777—1799)
  - Баден-Баденське маркграфство — Карл-Фрідріх Баденський (1771—1803)
  - Байройтське князівство — Карл Александр (1769—1791)
  - Берзьке герцогство — Карл Теодор (1742—1796)
  - Берхтесгаденське пробство — Йозеф Конрад фон Шроффенберґ-Мьос (1780—1803)
  - Бранденбурзьке маркграфство — курфюрст Фрідріх Вільгельм II (1786—1797)
  - Брауншвейг-Вольфенбюттельське князівство — Карл Вільгельм Фердинанд (1780—1806)
  - Бріксенське князівство-єпископство — Йозеф Філіп Франц фон Шпар (1780—1791)
  - Вюртемберзьке герцогство — Карл Ойген (1737—1793)
  - Вюрцбурзьке князівство-єпископство — Франц Людвіг фон Ерталь (1779—1795)
  - Ганноверське курфюрство — Георг III Вільям Фрідріх (1760—1806)
  - Гессен-Гомбурзьке ландграфство — Фрідріх V (1751—1820)
  - Гессен-Дармштадтське ландграфство — Людвіг IX (1768—1790); Людвіг I Гессенський (1790—1830)
  - Гессен-Кассельське ландграфство — Вільгельм I (1785—1803)
  - Гільдесгаймське князівство-єпископство — Франц Егон фон Фюрстенберг (1789—1803)
  - Гогенцоллерн-Гехінген — Йосиф Фрідріх Вільгельм Гогенцоллерн-Гехінген (1750—1798)
  - Гогенцоллерн-Зігмарінгенське князівство — Антон Алоїс Гогенцоллерн-Зігмарінген (1785—1831)
  - Зальцбурзька архідієцезія — Ієронім Йосеф Франц де Паула Коллоредо фон Вальзеє унд Мельс (1771—1803)
  - Кельнське курфюрство — Максиміліан Франц (1784—1801)
  - Констанцьке князівство-єпископство — Максиміліан Августин Крістоф фон Родт (1775—1800)
  - Курфюрство Баварії та Пфальцграфство Рейнське — Карл Теодор (1777—1799)
  - Ліппе-Детмольд — Леопольд I (1782—1802)
  - Ліхтенштейн — Алоїз I (1781—1805)
  - Любекське князівство-єпископство — Петер I (1785—1803)
  - Магдебурзьке герцогство — Йоганн Вільгельм фон Тевенар (1783—1797)
  - Майнцьке курфюрство — Фрідріх Карл Йозеф фон Ерталь (1774—1802)
  - Марк (графство) — Фрідріх Вільгельм II (1786—1797)
  - Мекленбург-Шверінське герцогство — Фрідріх-Франц II Мекленбург-Шверінський (1785—1815)
  - Велике герцогство Мекленбург-Штреліцьке — Адольф Фрідріх IV Мекленбург-Штреліцький (1752—1794)
  - Нассау-Саарбрюккен — Людвіг (1768—1794)
  - Нассау-Узінген — Карл Вільгельм (1775—1803)
  - Ольденбурзьке герцогство — Петер Фрідріх Вільгельм (1785—1823)
  - Королівство Пруссія — Фрідріх Вільгельм II (1786—1797)
  - Пфальц-Зульцбах — Карл Теодор (1733—1799)
  - Пфальц-Цвайбрюккен — Карл II Август (1775—1795)
  - Рейс-Еберсдорф — Генріх LI (1779—1806)
  - Ройсс-Грайцьке князівство — Генріх XI Ройсс-Грайцький (1778—1800)
  - Рітберзьке графство — Венцель Антон фон Кауніц-Ритберг (1746—1794)
  - Саксен-Гота-Альтенбурзьке герцогство — Ернст II (1772—1804)
  - Саксен-Веймар — Карл Август (1758—1809)
  - Саксен-Кобург-Заальфельд — Ернст Фрідріх Саксен-Кобург-Заальфельдський (1764—1800)
  - Саксен-Майнінгенське герцогство — Георг I (1782—1803)
  - Шаумбург-Ліппське князівство — Георг Вільгельм (1787—1860)
  - Шварцбург-Рудольштадтське князівство — Фрідріх Людвіг II (1767—1807)
- Піренейський півострів
  - Іспанське королівство — Карл IV (1788—1808)
  - Португальське королівство — король Марія І (1777—1816)
- Польща — Станіслав-Август Понятовський (1764—1795)
  - Олесницьке князівство — Карл Крістіан Ердманн Вюртемберг-Ельс (1744—1792)
  - Тешинське герцогство — Марія Христина (1766—1798)
- Російська імперія — Катерина II (1762—1796)
- Румунія; Молдова
  - Волоське князівство — австрійська окупація (1789—1791)
  - Молдавське князівство — російсько-австрійська окупація (1788—1792)
- Скандинавія
  - король Данії — Кристіан VII (1766—1808)
  - Король Норвегії — Кристіан VII (1766—1808)
  - Швеція — Густав III (1771—1792)
- Угорське князівство — Йосиф II (1780—1790); Леопольд II (1790—1792)
- Україна —
  - Новоросійська губернія — Потьомкін Григорій Олександрович (1774—1791)
  - Харківське намісництво — Пашков Іван Дмитрович (1788—1790); Кишенський Федір Іванович (1790—1796)
- Французьке королівство — Людовик XVI (1774—1792)
  - Люксембурзьке герцогство — Йосиф II (1780—1790); Леопольд II (1790—1792)
  - Льєзьке єпископство — Цезар-Костянтин-Франсуа ван Ховенсброт (1784—1792)
  - Монбельярське графство — Карл Ойген (1737—1793)
  - Монако — князь Оноре III (1733—1793)
  - Республіка Об'єднаних провінцій Нідерландів — штатгальтер Вільгельм V Оранський (1751—1795)
  - Савойське герцогство — Віктор Амадей III (1773—1796)
- Богемське королівство (Чехія) — Йосиф II (1780—1790); Леопольд II (1790—1792)
- Шотландія
- Святий Престол; Папська держава — Папа Римський — Пій VI (1775—1799)
- Вселенський патріарх — Анфімій I Єрусалимський (1788—1808)

## Азія
- Близький Схід
  - Акрабі — Аль-Махді ібн Алі аль-Акрабі (1770—1833)
  - Бейхан (емірат) — Хусейн ібн Кайс аль-Хашимі (1750—1800)
  - Заїдська держава Ємену — Імам аль-Мансур Алі I (1775—1809)
  - Мамлюцький Ірак — Сулейман-паша (1780—1802)
  - Емірат Кувейт — емір Абдаллах I ас-Сабах (1762—1814)
  - Османська імперія — Селім III (1789—1807)
    - Сідон (еялет) — Ахмед аль-Джаззар (1775—1809)

  - Дірійський емірат — Абдул-Азіз ібн Мухаммад (1765—1803)
  - Шаріфат Мекки — Галіб ібн Масад (1788—1803)
  - Лахедзький султанат — Фадл II аль-Абдалі (1777—1791)
  - Халідський емірат — Дувайхіс бін Ураяр (1786—1793)
    - Бабан (князівство) — Ібрагім-паша (1782—1803)

  - Вахіді — Агмад бін Гаді аль-Вагід (1771—1810)
  - Нижня Яфа — Абд аль-Карім ібн Галиб аль-Афіфі (1780—1800)
- Персія; Середня Азія
  - Сефевідський Іран — Шахрох Шах (1748—1796)
    - Бакинське ханство — Мірза Мухаммад II (1784—1792)
    - Дербентське ханство — Ахмед-хан Кубинський (1789—1791)
    - Занди — Лотфі Алі Шах (1789—1794)
    - Карабаське ханство — Ібрагім Халіл-хан (1763—1806)
    - Кубинське ханство — Ахмед-хан Кубинський (1789—1791)
    - Нахічеванське ханство — Хайдар Кулі-хан (1747—1787)
    - Нішапурське ханство — Джафар-хан Баят (1779—1798)
    - Талишське ханство — Мір Мустафа-хан (1786—1814)
    - Хойське ханство — Джафаргулу-хан (1786—1797)
    - Шекінське ханство — Мухаммед-Хасан-хан (1783—1795)

  - Дурранійська імперія — Тимур-Шах Дуррані (1773—1793)
- Індія; Непал; Пакистан і Шрі-Ланка
  - магараджа Амрітсару і Лахору Гулаб Сінґх Дхіллон (1782—1800)
  - Аркот (держава) — наваб Мухаммад Алі-хан Валаджах (1752—1795)
  - Ауд (держава) — Асаф ад-Даула (1775—1797)
  - Ахом — Сухітпангфаа (1780—1795)
  - Барода (князівство) — Манаджі Рао Гайквад (1789—1793)
  - Бахавалпур (князівство) — Мухаммад Бахавал Хан II (1772—1809)
  - Бгаратпур (держава) — Ранджит Сінгх (1777—1805)
  - Наваб Бенгалії — Мубарак Алі-хан (1770—1793)
  - Бхопал (князівство) — Хайят Мухаммад-хан (1777—1807)
  - Гайдарабад (держава) — Асаф Джах II (1762—1802)
  - Гархвал (держава) — Прад'юмна Шах (1786—1804)
  - Гваліор (князівство) — Махаджі Скіндія (1768—1794)
  - Джайпур (князівство) — Пратап Сінґх (1778—1803)
  - Джайсалмер (князівство) — Мулрадж II (1762—1819)
  - Джодхпур (князівство) — Віджай Сінґх (1772—1793)
  - Джунагадх (князівство) — Мохаммад Хамід Ханджі I (1774—1811)
  - Дрангадхра (князівство) — Джасвантсінхджі II (1782—1801)
  - Дхар (князівство) — Ананд Радж II (1782—1807)
  - Імперія Великих Моголів — Шах Алам II (1788—1806)
  - Індор (князівство) — Ахіл'я Баї (1767—1795)
  - Калат (ханство) — Мір Хусейн Насір I (1749—1794)
  - Камбей (князівство) — Мохаммад Колі-хан (1784—1790); Фатх Алі-хан (1790—1823)
  - Канді (королівство) — Шрі Раджадхі Раджасінха (1782—1798)
  - Колхапур (князівство) — Шиваджі II (1762—1813)
  - Лас Бела (ханство) — Мір-хан I (1776—1818)
  - Майсур (князівство) — Тіпу Султан (1782—1799)
  - Імперія Маратха — Мадхав Рао II (1774—1795)
  - Мевар (князівство) — Бгім Сінґх (1778—1818)
  - Мустанг (королівство) — Таші Шенпо (1780—1800)
  - Наґпур (князівство) — Раґходжі II (1788—1816)
  - Королівство Непал — Рана Багадур Шах (1777—1799)
  - Панна (князівство) — Дхокал Сінгх (1785—1798)
  - 1-й місальдар (очільник) місаля Рамгархія — Джасса Сінґх Рамгархія (1748—1803)
  - володар місаля Ахдувалія і сардар Капуртали Баґ Сінґх (1783—1801)
  - Сіккім (князівство) — Тенцзін Намґ'ял (1780—1793)
  - наваб місаля Сінґхпурії Хушал Сінґх (1753—1795)
  - місальдар (очільник) місаля Сукерчакія Мага Сінґх (1774—1792)
  - Династія Талпур — Мір Фатех Алі Хан Талпур (1783—1802)
  - Траванкор — Дхарма Раджа (1758—1798)
  - Тханджавур (князівство) — Серфоджі II (1787—1793)
  - Харан (ханство) — ? до 1796
  - Губернатор Португальської Індії — Франсішку да Кунья-і-Менесес (1786—1794)
- Індонезія; Південно-Східна Азія
  - Ачеський султанат — Алауддін Мухаммад Сіах (1781—1795)
  - Королівство Раттанакосін — Рама I (1782—1799)
  - Банджармасінський султанат — Тамідуллах II (1761—1801)
  - Бантенський султанат — Абу аль-Мафахір Мухаммад Аліуддін (1773—1799)
  - Булунганський султанат — Аджі Алі (1776—1817)
  - Брунейська імперія — Омар Алі Сайфуддін I (1740—1795)
  - Султанат Гова — Бонтолангкаса (1778—1810)
  - володар Дайв'єту з династії Тейшон — Нгуєн Хюе (1788—1792)
  - Джамбійський султанат — Масуд Бадаруддін (1777—1790); ? до 1805
  - Джок'якартський султанат — Хаменгкубувоно I (1755—1792)
  - Джохорський султанат — Махмуд-шах III (1770—1812)
  - Понтіанакський султанат — Шаріф Абдуррахман Аль-Кадрі (1771—1808)
  - Ланна (держава) — Кавіла (1779—1802)
  - Мангкунегаран — Мангкунегара І (1757—1795)
  - В'єнтьян (королівство) — Нантасен (1781—1795)
  - Луанґпхабанґ (королівство) — сіамські чиновники до 1792
  - Тямпасак (королівство) — Саякумане (1738—1791)
  - Пагаруюнг — Султан Аріфін Мінангсіях (1780—1821)
  - Перак (султанат) — Ахмаддін Шах (1786—1806)
  - Магінданао (султанат) — Кібад Сахріял (1780—1805)
  - Кедах (султанат) — Абдулла Мукаррам-шах (1778—1797)
  - Самбаський султанат — Ахмад Тадж уд-дін II (1786—1793)
  - Сіак (султанат) — Ассаїдіс Ашаріф Алі Абдул Джаліл Шахфуддін Баалаві (1784—1810)
  - Султанат Сулу — Алімуддін II (1778—1808)
  - Конбаун — Бодопая (1782—1819)
  - Тернатський султанат — султан Ахрал (1781—1796)
  - Тідорський султанат — Камалуддін (1783—1797)
- Кхмерська імперія — Анг Енг (1779—1796)
- Накхонситхаммарат (держава) — Фат (1784—1811)
- Китай; Монголія
  - Тибет — Далай-лама VIII (1762—1804)
  - Династія Цін — Хунлі (1735—1796)
    - Кумульське ханство — Ардашир (1780—1813)
- Окінава; Королівство Рюкю — Сьо Боку (1752—1794)
- Корея
  - Чосон — Чонджо (1776—1800)
- Середня Азія і Сибір
  - Бухарський емірат — Шахмурад (1785—1800)
  - Дарвазьке шахство — Шах-і-Дарваз I (1778—1797)
  - Молодший жуз — Жармухамбед-хан (1786—1791)
  - Середній жуз — Уалі-хан (1784—1819)
  - Старший жуз — Карбас-султан (1781—1794)
  - Кокандське ханство — Нарбута-бій (1764—1798)
  - Ташкентська держава — Юнусходжа (1784—1801)
  - Хівинське ханство — Ядігар II (1783—1790)
- Японія — Імператор Кокаку (1779—1816)

## Африка
- Агадес (султанат) — Мухаммад аль-Аділ ібн Мухаммад Хумад (1768—1810)
- Аджаче — Аятон (1783—1794)
- Алжирський еялет — Мухаммад V (1766—1791)
- Ауса (султанат) — Айдахіс ібн Кадхафо Махаммад (1779—1801)
- Імперія Ашанті — Осей Кваме Пан'їн (1777—1803)
- Багірмі (королівство) — Абд ар-Рахман Гауранг (1785—1806)
- Бамбара (держава) — Нголо Діарра (1766—1790); Монсон Діарра (1790—1808)
- Бамум (держава) — мфон Мбуомбуо (1757—1814)
- Баол (держава) — Бірам Фатім Пенда (1787—1790); Амарі Нгоне (1790—1809)
- Борну — Алі III (1753/1755-1793)
- Буганда — Джунджу Ссендегея (1780—1796)
- Королівство Бурунді — Мвамбутса I (1767—1796)
- Ваало — Фара Пенда Тег Релла (1782—1795)
- Варсангалійський султанат — гараад Мохамуд Алі (1789—1830)
- Марокканський султанат — Мухаммед III (1757—1790); Мулай аль-Язід (1790—1792)
- Вадайський султанат — Мухаммед Явда (1747—1795)
- Волоф (держава) — Мба Компасс (1763—1800)
- Дагомея — Кпенгла (1774—1789); Агонгло (1789—1797)
- Дамагарам (султанат) — Маллам дан Танімун (1787—1790)
- Дарфурський султанат — Абд ар-Рахман (1787—1803)
- Досо (держава) — Гунабі (? -?)
- Імператор Ефіопії — Ізкеяс (1789—1794)
- Єгипетський еялет — Ісмаїл-паша аль-Тарабулсі (1789—1791)
- Королівство Імерина — Андріанампуанімерина (1787—1810)
- Каарта — Дессе Коро (1788—1799)
- Казембе — Луквеза Ілунга (1760—1805)
- Кайор — Біраяма Фаатім-Пенда Фол (1777—1790); Амалі Фалл (1790—1809)
- Калабарі (держава) — Амакірі (1770—1790); Амакуру (1790—1835)
- Касандже — Кітамба к'я Шиба (1785—1792)
- Конг (держава) — Самафінге Уатара (1762 — ? до 1813)
- Койя (королівство) — Немгбана II (1775—1793)
- Королівство Конго — Алвару XII (1787—1791)
- Луба (імперія) — Кумвімба Нґомбе (1780/1785-1820)
- Матамба — Франсішку II (1767—1810)
- Момбаса (султанат) — Ахмад ібн Мухаммед (1782—1811)
- Мономотапа — мвене-мутапа Бангома (1785—1806)
- Нафана — Доссо Діарасуба (1760—1815/1820)
- Нрі — Езе Нрі Евенетем (1723—1794)
- Королівство Орунгу — Нґверангу Івоно (1750—1790); Ренвомбі Мполо (1790—1810)
- Салум — Бірам Ндієме Ніахана Ндіає (1787—1803)
- Сеннарський султанат — Таїб II (1789—1790); Баді V (1790—1791)
- Трарза (емірат) — Мухаммад ульд Аль-Мухтар (1786—1793)
- Туніс (бейлік) — Хаммуда (1782—1814)
- Імамат Фута-Джаллон — ? (до 1791)
- Фута-Торо (імамат) — Абдул-Кадір Кане (1776—1806)
- Голландська Капська колонія — Корнеліс Якоб ван де Грааф (1785—1791)
- Португальська Західна Африка — Хосе де Альмейда (1784—1790); Мануель де Альмейда (1790—1797)

## Південна Америка
- Генерал-капітанство Венесуела — Хуан де Гільєльмі і Андрада-Вандервільде (1786—1792)
- Віцекоролівство Перу — Теодоро де Круа (1784—1790); Франсіско Ґіль де Табоада (1790—1796)
- Віцекоролівство Ріо-де-ла-Плата — Ніколас де Аредондо (1789—1795)
- Генерал-капітанство Чилі — Амброзіо О'Хіггінс (1788—1796)

## Північна Америка
- Республіка Вермонт — Мозес Робінсон (1789—1790); Томас Чіттенден (1790—1791)
- Британський Квебек — Ґай Карлтон, 1-й барон Дорчестер (1786—1796)
- Іспанська Флорида — другий іспанський період — Вісенте Мануель де Сеспедес (1784—1790); Хуан Непомусено де Кесада (1790—1796)
- Сполучені Штати Америки — Джордж Вашингтон (1789—1797)
  - віце-президент США Джон Адамс (1789—1797)

## Океанія
- Королівство Таїті — Помаре I (1788—1803)